# Persona 2
A Persona 2 (ペルソナ2; Hepburn: Perusona 2) japán szerepjáték-sorozat, amit az Atlus adott ki PlayStationre. Az Innocent Sin (罪; Hepburn: Tsumi) és az Eternal Punishment (罰; Hepburn: Batsu) egyazon történet két fejezete. Az Atlus nem fordította le és adta ki az Innocent Sin Japánon kívül. A Persona 2 a Shin Megami Tensei: Persona sorozat első játékának, a Revelations: Personának a folytatása, amiből több szereplő feltűnik a Persona 2-ben is.
A játék a kitalált Sumaru Cityben játszódik, az Innocent Sin főszereplője egy középiskolás diák, Tatsuya Suou. Az Eternal Punishmentnek, ami az Innocent Sin után játszódik egy fiatal újságírónő, Maya Amano a főszereplője. Mindkettőjüknek halálközeli élményekben volt részük ami elszállította őket Philemonhoz. Philemon megadja nekik a Persona idézési képességet.
Ellentétben az Atlus korábbi játékaival amik belsőnézetben játszódnak a Persona 2 izometrikus nézetben. Több játékelem, elsősorban Philemon és Nyarlathotep alakját Carl Jung és H. P. Lovecraft regényeiből vették.
Ugyan az Innocent Sin-t soha nem adták ki hivatalosan angol nyelven, azonban a rajongók 2008. október 15-én kiadtak egy angolosítást.

## Játékmenet
A Persona 2 helyszíneit 3 dimenziós térképekből állították össze, a szereplők pedig bitmap spriteokból. A kamera izometrikus nézetből követi a játékost. A játékos csapata öt embert tartalmazhat. Ha a játékos belép egy „biztonságos” területre (egy olyan terembe ahol nincsenek démonok) akkor mindegyik csapattaggal beszélgethet. A labirintusokban a csapat összes tagja, kivéve a játékos szereplője (Tatsuya vagy Maya) eltűnik és csak a harcok alatt térnek újra vissza. A játékos megtervezheti az útvonalát az Auto-Map funkcióval. Ahogy a játékos új területekre lép be ezek úgy adódnak hozzá a térképhez.
Az sima felszereléseken kívül minden szereplő magával tud cipelni egy Personát, ezzel egyesíti a saját és a Personája képességeit, az erősségeit és gyenge pontjait. A szereplők bármilyen varázslatot meg tud idézni ami megtalálható a Personája támadásai között. Minden csapattag egy alapvető Personával kezd, azonban újakra tehet szert a Velvet Roomban. Ahhoz, hogy a játékos egy új Personára tegyen szert először a démonoktól kell tarot kártyákra szert tennie, hogy ezeket beválthassa a Velvet Roomban.
Amikor a játékos egy új Personára tesz szert akkor az 1-es szinten kezd. Ha megidézi a játékos harcok alatt, akkor annak szintje megnövekedhet és új varázslatokra is szert tehet. A Persona tarot osztálya azt szimbolizálja, hogy melyik szereplővel lesz magas az „affinitása”. Ha a Personát olyasvalaki használja akinek jó az affinitása vele akkor kevesebb SP-t (Spirit Point, lélek pont) fog felhasználni.
A „Rumor” (pletyka) rendszer a Persona 2 egyik fontos összetevője. A játékos pletykákat gyűjthet/terjeszthet a „Rumormonger”ek segítségével. Ha a játékos hall egy pletykát akkor annak addig nem lehet érezni a hatását amíg a játékos nem megy el a Kuzunoha Detective Agencybe (Kuzunoha Nyomozóiroda) és nem beszél annak vezetőjével, Todoroki Daisukével. Todoroki egy bizonyos összegért elterjeszti a pletykát ami ennek következtében az valóra válik. A pletykák gyakran befolyásolják a feketepiacon vásárolható fegyvereket és páncélokat. A játékos gyakran megválaszthatja a pletyka végkimenetelét.

### Harcrendszer
A Persona 2-ben a harcok véletlenszerűek; ekkor a játék átvált a harci képernyőre ahol a játékos támadhat használhatja a Personája varázslatait, védekezhet vagy elfuthat. A Revelations: Persona rácsalapú harcrendszerét nem vette át a játék, ehelyett a játékos és az ellenségek egyazon körben támadhatnak. A játékos yent kaphat a megnyert harcok után.

### Kapcsolatba lépés a démonokkal
A Personában a legtöbb démonnal kapcsolatba lehet lépni a harcolás helyett. Ekkor egy menü jelenik meg ahol a játékos választhat minimum egy és maximum három ember közül akikkel kapcsolatba akar lépni a démonokkal. A rövid beszélgetésük után a démon boldoggá, érdeklődővé, megfélemlítetté vagy mérgessé válhat. Ha ezen reakciók valamelyike három alkalommal egymás után bekövetkezik akkor a démon barátságot ajánlhat, de rá is támadhatnak a játékosra.
Ha a démon körül zöld fény van az a boldogságát jelenti. A démonok érdeklődését sárga fénnyel és egy ! jellel jelöli a játék, ezen démonok tarot kártyákat adhatnak a játékosnak. Ha a démon körül kék fény van az a félelmét jelenti, ha a démont többször is megfélemlíti a játékos akkor az el fog menekülni. Ha egy démon körül piros fény van az a dühét jelenti; ezen démonok rátámadhatnak a játékosra.

## Cselekmény

### Helyszín
A játék a kitalált modern japán városban, Sumaru Cityben játszódik aminek lakossága több mint 1,28 millió ember. A várost megátkozták; bármely pletyka amit elég ember ismer valóra válik. A játékos Sumaru Cityben madártávlatból közlekedhet. Minden negyednek megvan a maga kulcsfontosságú helye, és egy bevásárlóközpont ahol a játékos elmehet étterembe, boltokba és a Velvet Roomba. Minden bevásárlóközpontban van legalább egy „Rumormonger”.
A városban yen a fizetőeszköz amit a játékos harcok megnyerésével szerezhet.

### Szereplők

#### Innocent Sin
A Persona 2: Cumi (Innocent Sin) néhány évvel az első Persona után játszódik. A hat irányítható szereplő: Tatsuya Suou, a Seven Sisters High School egyik diákja; Lisa Silverman, egy népszerű diáklány; Eikichi Mishina, zenész és a Kasugayama High School „bandavezére”; Maya Amano, egy magazin újságírója; Yukino Mayuzumi, Maya munkatársa és a Revelations: Persona túlélője; és Jun Kurosu, egy az iskolában meghalt tanár fia. Yukino már a Revelations: Personában is irányítható szereplő, ezért már jól bánik a Personákkal. Mayának azonban csak homályos emlékei vannak erről, úgy gondolja, hogy a Personája egy védőangyal ami kislánykorában jelent meg.
A játék szótlan főszereplője Tatsuya Suou. Tatsuya, Eikichi és Lisa találkozik Jokerrel, a bohócszerű főgonosszal aki teljesíti az emberek kívánságait ha azok felhívják a saját telefonszámukat. Ha valakinek nem sikerül elmondania Jokernek a kívánságait annak ellopja az „ideális energiáját”, ezeket az embereket hívják „Shadow Selves”nek. Joker azt mondja, hogy a három diák valami szörnyűt tett vele és felbosszantották amikor nem ismerték fel.

#### Eternal Punishment
Néhány hónappal az elődje után játszódik, azonban egy párhuzamos világban ahol az Innocent Sin eseményei nem történtek meg. Az Innocent Sin összes szereplője megtalálható benne, azonban nem ismerik egymást. A játék főszereplője ezúttal Maya, aki Tatsuyához hasonlóan szótlan. Összesen hét irányítható szereplő van, azonban Nate Nanjout és Ellen Kirishimat nem lehet egyszerre megszerezni.
Új szereplők is vannak a játékban, Katsuya Suou, egy nyomozó és Tatsuya bátyja; Ulala Serizawa, Maya magányos szobatársa; és Baofu, egy bűnöző. Az utolsó irányítható szereplője Tatsuya az egyetlen olyan személy aki emlékezik az Innocent Sin eseményeire. Az Eternal Punishment eseményei a Revelations-re és az Innocent Sin-re is utal.
Maya a Coolest magazin írója egy különös sorozatgyilkos, a „JOKER” után nyomoz. Az áldozatok haláluk előtt kapnak egy cetlit JOKER-től ami az áll, hogy „Te vagy a következő!” (You're next!).

### EX Dungeon
A Persona 2: Eternal Punishment-ben van egy speciális mód ami különáll a főjátéktól, az EX Dungeon.  A játék közepe felé a játékos eldöntheti, hogy Nate vagy Ellen (mindketten visszatérő szereplők a Revelations: Persona-ból) csatlakozzon a csapatába. Az EX Dungeon csak akkor nyílik meg ha a játékos kétszer végigviszi a játékot New Game + opcióval, és mind Nate mind Ellen útját teljesíti. Az összes Persona, tárgy, felszerelés és tapasztalati pont átkerül az EX Modeba is.

### Angol fordítás
2008 decemberében a Devil Hackers nevű fordítócsapat kiadta az Innocent Sin angolosítását. Ez a teljes szöveg fordítását tartalmazza, azonban a grafikus fordítást nem. Az Eternal Punishment fordításával ellentétben ez amennyire csak lehetett hű maradt a japán verzióhoz, a legtöbb szereplő megtartotta az eredeti japán nevét és nem az Eternal Punishment-ben láthatót kapta.

### Stáb cameok
Az Atlus több alkalmazottja is feltűnik az Innocent Sin-ben és az Eternal Punishment-ben mellékszereplőkként. Szatomi Tadasi forgatókönyvíró egy Tad nevű szereplő aki már a Revelations: Persona-ban is feltűnt. Szoedzsima Sigenori egy Garcon Soejima nevű, egy francia étteremben dolgozó pincérként jelenik meg. A Seedy CD zenebolt tulajdonosát az Atlus zeneszerzőjéről, Taszaki Tosikoról, a Demon Artist szereplőt pedig a Megami Tensei sorozat karakterdesigneréről, Kaneko Kazumáról.

## Innocent Sin PSP remake
2010. október 26-án a Famicú magazinban bejelentették, hogy az Innocent Sin-nek elkészítik egy feljavított portját PlayStation Portable-re. Hasonlóan az elődjének PSP portjához az Innocent Sin-ben is tovább fejlesztett kezelőfelület, új szereplő portrék, egy új nehézségi szint és teljen új zene lesz megtalálható az egyéb kisebb javítások és kiegészítések mellett. A játékos eldöntheti, hogy a Meguro Sódzsi, a játék rendezője által komponált új zenéket vagy a régieket akarja e hallani. A játék pontos megjelenési dátumát még nem jelentették be, de bizonyos jelentések szerint 2011 elején fogják kiadni.
Amikor a Meguro Sódzsit az Eternal Punishment lehetséges PSP remake-jéről kérdezték azt mondta, hogy gondolt arra, hogy az Eternal Punishment remakejét az Innocent Sin-hez mellékelik, de a két játékot lehetetlen egy UMD-re tenni. Ugyan egyelőre nincs tervbe véve az Eternal Punishment remakeje, de Meguro azt mondta, hogy nagyon szeretné elkészíteni.

## Fogadtatás
| Publikáció   | Pont   |
| ------------ | ------ |
| 576 Konzol   | 9,5/10 |
| IGN          | 8,2/10 |
| GameSpot     | 8,5/10 |
| MobyGames    | 3,7/5  |
| 1UP.com      | 9,0/10 |
| GameRankings | 83%    |
| Metacritic   | 83%    |

A Persona 2: Eternal Punishment 8,2/10 pontot kapott az IGN-től.
Ugyan többször is importálni akarták a Persona 2 első fejezetét, azonban az Innocent Sin grafikai tárgyai megakadályozta ezt. Ezek közé tartozik Adolf Hitler feltámasztása, és a főszereplő és egy másik férfi karakter közötti homszexuális kapcsolat. 2008. október 15-én Gemini és csapata kiadta a játék angolosítását. Az Atlus a 2008-as Anime Expón tudomást szerzett erről azonban hagyta nekik, hogy befejezzék.

## Zene
- Persona 2: Innocent Sin OST
- Persona 2: Eternal Punishment OST
- Persona 2: Batsu Punitive Dance
- Persona 2 Crime and Punishment: Errors of Their Youth